# Corymbia hylandii
Espèce
Classification phylogénétique
Synonymes
- Eucalyptus hylandii

Corymbia hylandii, appelé communément eucalyptus rouge de Hyland, est une espèce de plantes à fleurs du genre Corymbia et de la famille des Myrtaceae. C'est un arbre originaire d'Australie.

## Description
C'est un arbre qui atteint généralement une hauteur de 10 mètres et présente une écorce persistante gris-brun ou rouge-brun sur le tronc et des branches plus grosses.
Les feuilles adultes sont disjointes, de forme lancéolée à lancéolée étroite, de couleur vert brillant, de 10 à 18 cm de long et de 7 à 20 mm de large.

## Répartition
Corymbia hylandii est endémique du Queensland, du sud-est de la péninsule du cap York, de Lockhart River jusqu'à Cairns. On la trouve particulièrement dans les pentes composées de granit ou de grès avec des sols squelettiques ou sableux.

## Source de la traduction
- (en) Cet article est partiellement ou en totalité issu de l’article de Wikipédia en anglais intitulé « Corymbia hylandii » (voir la liste des auteurs).